# Skylanders: Trap Team
Skylanders: Trap Team é um jogo de plataforma 3D de 2014 desenvolvido pela Toys for Bob e Beenox e publicado pela Activision. É a quarta parcela da franquia de jogos eletrônicos Skylanders e foi lançado em 2 de outubro de 2014, na Austrália, 5 de outubro de 2014 na América do Norte e 10 de outubro de 2014, na Europa, para lançamento nas plataformas móveis Android e iOS, PlayStation 3, PlayStation 4, Wii, Wii U, Xbox 360, Xbox One e Nintendo 3DS. É a sequência de Skylanders: Swap Force e apresenta as vozes de Fred Tatasciore, Billy West, John DiMaggio, Matthew Moy, Laura Bailey, Alex Ness, John Paul Karliak, Matthew Yang King e Richard Horvitz.
Skylanders: Trap Team utiliza uma plataforma de leitor de comunicação de campo próximo, chamada Traptanium Portal, que lê chips NFC localizados na parte inferior das estatuetas. As estatuetas são então usadas no jogo como personagens jogáveis. Ele introduz um novo grupo de Skylanders chamado "Trap Masters", que trabalham com o Portal Master para capturar os criminosos que Kaos libertou da Prisão Cloudcracker, que detém os vilões mais temidos de Skylands. Ele também introduz personagens vilões jogáveis que podem ser capturados usando novas figuras de armadilha depois de serem derrotados.
Uma sequência, Skylanders: SuperChargers, foi lançada em setembro de 2015.

## Sinopse
Kaos explodiu a Prisão Cloudcracker, criando os novos elementos de Luz e Escuridão e libertando os Doom Raiders, os vilões mais notórios em Skylands, liderados pela Rainha Dourada e seus companheiros; The Gulper, Chompy Mage, Chef Pepper Jack, Dreamcatcher, Dr. Krankcase e Wolfgang. Com a ajuda dos Trap Masters e usando Traptanium, um material mágico que pode aproveitar o poder dos elementos, os Skylanders devem reunir e capturar os vilões, que podem lutar por eles. 

## Enredo (versões principais de console/tablet)
Há muito tempo, uma poderosa equipe de vilões chamada Doom Raiders se escondeu em Savage Badlands e causou estragos em Skylands. Eventualmente, um grupo de elite Skylanders chamado Trap Team os capturou e os trancou dentro da Prisão Cloudcracker. 
Alguns anos depois, Kaos liberta os Doom Raiders e outros vilões explodindo a prisão. Como resultado, o Trap Team é enviado para a Terra junto com armadilhas de cristal formadas a partir do material Traptanium, que foi usado para construir a prisão. Enquanto sedia a abertura da Skylanders Academy, Buzz testemunha uma explosão e vai investigar. Ele ajuda o Trap Team a capturar o Gulper, um monstro gigante, em Soda Springs usando seu vício em refrigerante. Enquanto isso, Kaos se reúne com os Doom Raiders em seu novo covil, mas eles o rejeitam como resultado de sua falha em impedir a captura do Gulper. No entanto, a líder dos Doom Raiders, Golden Queen, permite que Kaos e seu mordomo troll Glumshanks fiquem.  A Trap Team obtém informações sobre os Doom Raiders na Know-It-all Island e então segue para Chompy Mountain, onde eles lutam contra Chompy Mage e suas forças e o prendem. Enquanto isso, Golden Queen descobre a derrota, com Kaos decidindo tirar vantagem disso para retomar o controle.
A Trap Team é enviada para rastrear o Chef Pepper Jack e impedi-lo de roubar o Phoenix Chicken e obter um ovo para criar um Spicy Omelet of Doom. Kaos intervém para frustrar seus planos, mas isso permite que ele escape com o ovo. A Trap Team lança um ataque em seu Zeppelin e prende o Chef Pepper Jack. Os Doom Raiders restantes estão prontos para agir, mas Golden Queen ainda quer construir uma arma feita de Traptanium em uma tentativa de obter todo o ouro em Skylands, para grande consternação de Kaos. Percebendo que precisará da ajuda dos Skylanders, Kaos decide ajudá-los a se vingar, revelando que um dos Doom Raiders, o Dreamcatcher, está aterrorizando uma vila Mabu em Monster Marsh.  A Equipe de Armadilhas vai até as Torres Telescópicas para impedi-la de roubar os segredos do Traptanium dos sonhos dos cientistas Mabu. Embora eles a derrotem e a prendam, ela consegue enviar os segredos para os Doom Raiders.
Apesar disso, o cientista louco Dr. Krankcase ainda precisa de uma peça final para completar a arma definitiva dos Doom Raiders: uma grande quantidade de "stinkocity", ou qualquer forma de odor forte. Ele acumula esse nível de stikocity dos Esgotos Secretos do Fedor Supremo, que contêm um suprimento de gosma verde odorífera. Enquanto os Skylanders conseguem chegar aos esgotos e interromper o fluxo principal de gosma, o Dr. Krankcase substitui a gosma por queijo e planeja enterrá-la e viajar no tempo para quando ela apodrecerá, embora a viagem no tempo exija um Mestre do Portal. Para fazer isso, eles reabrem a oficina Wilikin de Kaos e o prendem, mas Wolfgang abandona Krankcase e o deixa preso pela Equipe de Armadilhas.  Eles rastreiam Wolfgang até Time Town, mas quando chegam, ele já viajou e assumiu o futuro distante, construindo "The Big Bad Wolfer", um alto-falante gigante que amplifica sua música. O Trap Team desliga o Big Bad Wolfer e derrota Wolfgang, mas o queijo podre é enviado para Golden Queen no presente e ela completa a arma definitiva. Ela exige a libertação de seus companheiros Doom Raiders, a rendição do Trap Team e todo o ouro do mundo.
O Trap Team rouba um foguete dos Trolls e o usa para chegar às Skyhighlands, onde encontram um cristal para localizar o covil da Golden Queen e derrotá-la. No entanto, Kaos pega a arma para si e absorve a "fedorenta" combinada e a energia do Traptanium coletado para se tornar muito mais forte. Tendo ganho o poder de se conectar com o mundo humano, ele percebe que não precisa derrotar os Skylanders, mas sim o Portal Master, ou o jogador, e volta seus olhos para a Terra.  Com ambos os mundos em jogo, o Trap Team abre caminho através da arma e batalha contra Kaos, que é derrotado e colocado em uma Kaos Trap especial. O jogo termina com a abertura oficial da Skylander Academy.

## Enredo (Versão 3DS)
Nos Arquivos Eternos, Hugo lê O Livro Mais Chato de Todos e involuntariamente abre um portal para o Reino dos Sonhos, permitindo que criaturas Pesadelo escapem junto com seu mestre O Carneiro dos Sonhos e seu ajudante O Dragão do Sono. O Carneiro dos Sonhos lança um feitiço de sono que coloca todas as Skylands para dormir, permitindo que seus lacaios causem estragos. Os Skylanders e os Mestres das Armadilhas são imunes ao feitiço de sono e devem capturar todos os vilões do pesadelo e parar o Carneiro dos Sonhos.

## Jogabilidade
Como nos jogos anteriores, o jogador controla vários personagens colocando bonecos de brinquedo que os representam em um dispositivo de interface habilitado para comunicação de campo próximo chamado Portal Traptanium, que ativa o personagem no jogo. A Trap Team adiciona a armadilha, um novo tipo de item que, ao contrário dos bonecos, que trazem os personagens para o jogo, pode ser usado para armazenar quarenta e sete Vilões e controlá-los como personagens jogáveis que são mais poderosos que os Skylanders. Esses caracteres armazenados podem ser levados para outros consoles. O Portal Traptanium possui um alto-falante incorporado em seu design para enfatizar a mecânica de captura; quando os inimigos estão "presos", seus vocais viajam de uma tela para o portal. O jogo apresenta Skystones Smash, um minijogo que é o sucessor de Skystones de Skylanders: Giants. É um jogo de cartas baseado em números jogado em estilo de mesa.
Trap Team apresenta Trap Masters, Skylanders especiais que são mais fortes contra vilões capturáveis, bem como Skylanders Minis, versões em miniatura dos Skylanders normais. Os jogadores podem alternar entre jogar como um vilão e um Skylander em qualquer ponto do jogo. No jogo cooperativo, os jogadores podem compartilhar o vilão preso e se revezar jogando como ele. No entanto, há um limite de tempo para o tempo que um vilão pode ser usado. Uma vez que a energia do vilão jogável se esgota, os jogadores devem esperar até que sua energia seja recarregada antes de poderem usá-la novamente. Também há missões ocultas envolvendo vilões, que desbloqueiam atualizações exclusivas após a conclusão. Os vilões também podem ser armazenados no Villain Vault, que está localizado no mundo central do jogo.
A versão móvel do Trap Team usa um Portal Traptanium bluetooth e controles de toque opcionais. Se o Portal Traptanium não estiver conectado, os jogadores podem usar "personagens em movimento", versões digitais das figuras armazenadas no dispositivo.
Trap Team também introduz os novos elementos de Light e Dark, com Knight Light e Spotlight para Light e Knight Mare e Blackout para Dark. Áreas acessíveis somente por Skylanders desses elementos, assim como Vilões desses elementos, são rotuladas como sendo de um "Elemento Desconhecido" e não podem ser visitadas ou capturadas, respectivamente, até que um Skylander Light ou Dark seja colocado no Portal of Power.

## Personagens
Skylanders: Trap Team apresenta 18 novos Trap Master Skylanders, 18 novos Skylanders principais, mais de 40 vilões capturáveis e dezesseis novos mini Skylanders. Também inclui cinco Skylanders principais repostos de jogos anteriores e 8 Skylanders Elite da Eon com acabamentos brilhantes.

## Desenvolvimento
Em 23 de abril de 2014, a Activision anunciou Skylanders: Trap Team para lançamento em 5 de outubro de 2014.

## Lançamento
Skylanders: Trap Team foi lançado em 2 de outubro de 2014 na Austrália, 5 de outubro de 2014 na América do Norte e 10 de outubro de 2014 na Europa, para lançamento no Android, iOS, PlayStation 3, PlayStation 4, Wii, Wii U, Xbox 360, Xbox One e Nintendo 3DS.
Além do Starter Pack regular lançado para todos os consoles de jogos (que inclui Food Fight e Snap Shot, duas armadilhas, folhas de adesivos e cartas colecionáveis), um Starter Pack Dark Edition também foi lançado e incluía a Ultimate Kaos Trap, uma versão escura de Snap Shot, Dark Wildfire, Dark Food Fight, um pôster de colecionador de dois lados, folhas de adesivos, duas armadilhas adicionais e cartas colecionáveis.
O Nintendo 3DS Starter Pack veio com Gusto e Barkley, sem nenhuma armadilha, já que a mecânica de captura é integrada de forma diferente.
O Tablet Starter Pack, para dispositivos Android e iOS, vem com um Portal Traptanium Bluetooth, um controle e tudo o que está incluído no Starter Pack, desde consoles de jogos.
A versão Wii contém um código de download gratuito para a versão Wii U do jogo, que não está disponível na Nintendo eShop de outra forma.

## Recepção
Skylanders: Trap Team recebeu críticas "geralmente favoráveis" para a maioria das plataformas, de acordo com agregador de avaliações Metacritic; a versão iOS recebeu "aclamação universal".
Durante o 18º D.I.C.E. Awards, a Academy of Interactive Arts & Sciences nomeou Skylanders: Trap Team como "Jogo de Família do Ano".

## Ligações Externas
- Skylanders: Trap Team no MobyGames
- Skylanders: Trap Team (Nintendo 3DS) no MobyGames